# Jonas Johansson (1846–1939)
Jonas Johansson, född 21 april 1846 i Tolgs församling, Kronobergs län, död 15 november 1939 i Tolgs församling, Kronobergs län, var en svensk folkmusiker.

## Upptecknade låtar
År 1917 upptecknade Axel Boberg och Olof Andersson följande låtar av Johansson.
- Brudmarsch efter Johannes Jonsson "den blinde".
- Polska "Mina femton år igen".
- Polska.
- Vals.
- Vals.
- Vals.